# Artoria taeniifera
Artoria taeniifera là một loài nhện trong họ Lycosidae.
Loài này thuộc chi Artoria. Artoria taeniifera được Eugène Simon miêu tả năm 1909.